# Chile na Zimowych Igrzyskach Olimpijskich 1984
Chile na Zimowych Igrzyskach Olimpijskich 1984 reprezentowało czworo zawodników - tylko mężczyzn. Wszyscy wystartowali w narciarstwie alpejskim.
Był to ósmy start reprezentacji Chile na zimowych igrzyskach olimpijskich.

## Narciarstwo alpejskie
Mężczyźni
- Dieter Linneberg
  - zjazd - 39. miejsce
  - gigant slalom - 42. miejsce
  - slalom - 20. miejsce

- Andres Figueroa
  - zjazd - 41. miejsce
  - gigant slalom - 37. miejsce
  - slalom - 19. miejsce

- Hans Kossmann
  - zjazd - 42. miejsce
  - gigant slalom - nie ukończył
  - slalom - 21. miejsce

- Miguel Purcell
  - zjazd - 44. miejsce
  - gigant slalom - 44. miejsce
  - slalom - 23. miejsce